# The Mist (série de televisão)
The Mist é uma série de televisão americana de terror e ficção científica desenvolvida por Christian Torpe. É baseada no conto de terror homônimo de 1980, do autor Stephen King. A série foi ao ar em uma temporada de 10 episódios na Spike de 22 de junho a 24 de agosto de 2017. Em 27 de setembro de 2017, a Spike cancelou a série.

## Premissa
Uma névoa misteriosa envolve lentamente a cidade de Bridgton, no Maine, criando uma barreira de visibilidade quase impenetrável. Os moradores da cidade logo descobrem que a situação é ainda mais precária à medida que anomalias inexplicáveis e fenômenos na névoa atacam e matam a maioria dos que entram, prendendo vários grupos de pessoas em um shopping center, uma igreja e um hospital. Eventualmente, as pessoas começam a ver aparições na névoa de seu passado, medos ou culpa que as ajudam ou matam dependendo de como elas reagem.

## Elenco e personagens

### Principal
- Morgan Spector como Kevin Copeland[3]
- Alyssa Sutherland[3] como Eve Copeland
- Gus Birney[3] como Alex Copeland
- Danica Curcic[3] como Mia Lambert[4]
- Okezie Morro[3] como Bryan Hunt
- Luke Cosgrove[3] como Jay Heisel[4]
- Darren Pettie[3] como Connor Heisel[4]
- Russell Posner[3] como Adrian Garff[4]
- Frances Conroy[3] como Nathalie Raven

### Recorrente
- Dan Butler[3] como Padre Romanov[4]
- Steven Yaffe como Mikhail Demidoff
- Dylan Authors como Link
- Laurie Hanley como Ursula
- Isiah Whitlock, Jr.[3] como Gus Bradley[4]
- Romaine Waite como Kyle
- Irene Bedard como Kimi Lucero
- Nabeel El Kahfif como Raj El-Fayed
- Greg Hovanessian como Wes Foster
- Mishka Thebaud como Clint Spelling
- Shomari Downer como Elliot Carrillo
- Zena Davis-Jones como Giselle Rodriguez
- Erik Knudsen como Vic
- Jonathan Malen como Ted
- Holly Deveaux como Zoe
- Andrea Lee Norwood como Susan Parker
- Alexandra Ordolis como Shelley DeWitt
- Lola Flanery como Lila DeWitt

### Convidado
- Mary Bacon como Sra. Carmody
- John Dooks como Eric Carmody
- Christopher Grey como Tyler Denton
- Phillip Ettinger como Nash
- Dwain Murphy como Bryan Hunt
- Neal Huff como Dr. Bailey
- Peter Murnik como Mike Copeland
- Marylouise Burke como Anna Lambert
- Shane Daly como Duncan Garff
- Nikki Barnett como Sandy Garff
- Kevin O'Grady como Guarda Pundik
- Derek McGrath como Benedict Raven
- Teagle F. Bougery como Clay Greyson

## Episódios
| Nº | Título Título no Brasil                                   | Dirigido por   | Escrito por                                                     | Exibição original    | Audiência (em milhões) |
| --- | --------------------------------------------------------- | -------------- | --------------------------------------------------------------- | -------------------- | ---------------------- |
| 1 | "Pilot" "Piloto"                                          | Adam Bernstein | Christian Torpe                                                 | 22 de junho de 2017  | 0.684                  |
| Kevin Copeland e sua esposa Eve vivem em uma pequena cidade com sua filha Alex. Alex é estuprada em uma festa e seu amigo Adrian diz a ela que foi Jay Hiesel, o quarterback do time de futebol. Uma névoa densa logo varre a cidade, algo mortal dentro do qual começa a matar pessoas. Eve e Alex ficam presas no shopping local, enquanto Kevin está preso na delegacia com Connor, o pai de Jay e o xerife e Adrian. Connor logo deixa Kevin e Adrian e vai para a igreja local, onde Nathalie Raven—cujo marido foi morto na névoa—e o padre Romanov estão escondidos com vários outros habitantes da cidade. Kevin e Adrian libertam dois prisioneiros da prisão local: o soldado paranóico Bryan Hunt, um amnésico que descobriu a névoa e veio à cidade para alertar a todos sobre isso, e a misteriosa viciada em drogas Mia Lambert. No shopping, Alex fica perturbada ao descobrir que Jay também está preso lá. |                                                           |                |                                                                 |                      |                        |
| 2 | "Withdrawal" "Síndrome de Abstinência"                    | David Boyd     | História: Christian Torpe Roteiro: Peter Macmanus               | 29 de junho de 2017  | 0.496                  |
| No shopping, o gerente Gus Bradley assume o controle e decide enviar alguém por um corredor cheio de névoa para tentar fazer contato usando um rádio de emergência. Eve é escolhida, mas outro sobrevivente, Clint, vai com ela, apesar da preocupação óbvia de seus amigos. Ao tentar fazer contato, Clint tenta machucar Eve, que é então forçada a se defender dele e deixar seu corpo para trás. Enquanto isso, na delegacia, Kevin, Adrian, Bryan e Mia escapam e vão para a igreja. Nathalie, ainda sofrendo com o marido, começa a se desfazer mentalmente enquanto Bryan e Mia iniciam uma amizade improvável. Connor continua a desconfiar de Kevin e seu grupo, já tendo prendido novamente Bryan e Mia. No shopping, as andanças inquietas de Jay descobrem que os amigos de Clint se mataram. |                                                           |                |                                                                 |                      |                        |
| 3 | "Show and Tell" "Experiências Compartilhadas"             | Nick Murphy    | Peter Biegen                                                    | 6 de julho de 2017   | 0.428                  |
| Kevin implora a Connor para libertar Bryan e Mia. Connor indignado provoca Kevin para agredi-lo, dando a Connor uma desculpa para prendê-lo. A distraída Nathalie tenta se matar; Mikhail a impede, apenas para ser morto. Nathalie afirma ter visto Deus. Adrian engana o padre Romanov e rouba suas chaves. Os três agora livres com Adrian, escapam da igreja. O grupo do shopping encontra crachás nos corpos dos amigos de Clint. Eles são ex-militares. Wes, o último amigo remanescente de Clint, também é militar, mas nega qualquer conhecimento. Eve e Alex encontram uma área "livre de Jay" no shopping, apesar dos lances ocasionais de Jay para convencer Alex de que ele não a estuprou. Ted e Vic, os funcionários da loja de jogos, decidem usar os cadáveres como isca. Quando os outros descobrem isso, o grupo majoritário decide estabelecer regras. Quando alguém sugere jogar fora aqueles que são um perigo para o grupo, Eve, Alex e alguns outros se mudam para outra parte do shopping. Alex teve a ideia de liberar mensagens de "SOS" em balões. |                                                           |                |                                                                 |                      |                        |
| 4 | "Pequod"                                                  | T.J. Scott     | Andrew Wilder                                                   | 13 de julho de 2017  | 0.487                  |
| O grupo de Kevin foge para um posto de gasolina. Eles encontram Clay, que tem um carro funcionando. Procurando por seu filho, ele mostra a eles uma foto de alguém que eles faleceram recentemente. Enquanto Kevin diz ao grupo para segurar, Mia eventualmente revela que seu filho está morto, e Bryan leva um tiro no confronto que se seguiu. Clay finalmente cede seu carro para eles, ficando para trás para procurar seu filho de qualquer maneira. Na igreja, Nathalie, continuamente procura por algo, aparentemente uma mariposa ou divindade; ela lê sobre a Black Spring (Primavera Negra), uma estranha circunstância em que muitas pessoas morreram anos antes; e ela captura uma aranha em uma jarra, na qual ela se fixa. Embora o padre Romanov mate a aranha abertamente, centenas de bebês aranhas substituem a aranha morta depois que ela a coloca de volta na jarra. No shopping, Vic e Ted quase recuperam os corpos usando um lançador de arpões, mas a linha se parte e cai. Ted é brutalmente morto e seu corpo, jogado através de uma porta de vidro, permite que a névoa entre no shopping e na livraria próxima. Alex e Lila, lendo, ficam presas. Vic escapa, mas Lila é assassinada por uma criatura sombria. Consequentemente, Vic é expulso do shopping. Shelley se junta ao grupo principal, admitindo que Alex é uma mentirosa depois que Alex finalmente admite que a criatura das sombras simplesmente não a queria. |                                                           |                |                                                                 |                      |                        |
| 5 | "The Waiting Room" "Sala de Espera"                       | Richard Laxton | Amanda Segel & Christian Torpe                                  | 20 de julho de 2017  | 0.538                  |
| O grupo de Kevin chega ao hospital, onde um médico trata Bryan. A busca de Kevin por Eve e Alex revela seu irmão, Mike, que foi empalado com um vergalhão. Mia e Bryan se aproximam. Adrian encontra um rosto familiar que o intimida, e então fica com ele no banheiro. Mike implora a Kevin para acabar com seu sofrimento. Kevin se recusa, pedindo ao médico para tratá-lo. O médico informa que Mike só pode ser atendido na sala de cirurgia, que ele não ousará chegar, mas comunicará a operação por fone de ouvido. O procedimento é um sucesso surpreendente, mas Kevin escorrega na jornada de volta e a maca é virada. Sanguessugas oprimem Mike, a quem Kevin atira por misericórdia. Mia descobre outro paciente, o verdadeiro Bryan Hunt, que era um soldado Arrowhead. Ele revela seu agressor, Jonah Dixon, cuja descrição corresponde a "Bryan". Mia engana Adrian para tirar as chaves do carro e sai correndo. Jonah encontra o verdadeiro Bryan, que o reconhece, e uma briga começa. Em flashbacks, a devoção de Kevin por Eve e Alex é mostrada. Também é revelado que Kevin não é o pai biológico de Alex. |                                                           |                |                                                                 |                      |                        |
| 6 | "The Devil You Know" "Um Demônio Conhecido"               | James Hawes    | Noah Griffith & Daniel Stewart                                  | 27 de julho de 2017  | 0.411                  |
| No episódio anterior, Bryan confronta "Bryan" (Jonah), mas é dominado. Após um breve encontro, Kevin e Adrian descobrem que o carro foi roubado. Enquanto procurava por outro veículo, Kevin se depara com o Dr. Bailey preparando um paciente para ser "alimentado" para a névoa em uma tentativa de entendê-la. Capturado, Kevin é sedado e selado em uma sala com a névoa. Após algumas breves alucinações, seus companheiros o encontram e resgatam, matando o Dr. Bailey no processo. Enquanto isso, Mia retorna à casa de sua infância para procurar seu esconderijo. Depois de confrontar sua "mãe", que não consegue persuadi-la a se juntar a ela na morte, ela foge e dirige de volta para o hospital. Ao mesmo tempo, Eve e Alex brincam ao redor do shopping para se distrair, então Eve vai imprimir panfletos informando que o governo está chegando, com a intenção de distribuí-los sorrateiramente. Gus a descobre e se oferece para ajudar. Enquanto saqueia, Alex é trancada em uma sala de descanso por alguém que a incendeia. Salva por Jay, ela o acusa de ter iniciado o incêndio, o que ele nega veementemente. Ele implora para ficar nas docas, desconfiado dos outros, pois eles expulsaram Vic. Os sobreviventes do shopping veem os panfletos, agora do lado de fora, e ficam esperançosos. Na igreja, mais ouvem Nathalie, que diz a Connor sua crença de que a névoa é a purga da natureza. Depois de uma conversa com o padre Romanov, Link, nervoso, atrai Nathalie para o sótão para torturá-la até o silêncio. No entanto, ela quebra uma janela e tranca Link no sótão. Nathalie pergunta ao padre Romanov se ele sabia, para questionar os olhares dos outros. No hospital, a energia falha, forçando as portas a se abrirem e deixando a névoa entrar. O grupo K-4 luta em vão para entrar na ala psiquiátrica.                                                                        |                                                           |                |                                                                 |                      |                        |
| 7 | "Over the River and Through the Woods" "Por Rios e Matas" | Matthew Penn   | Daniel Cameron Talbott                                          | 3 de agosto de 2017  | 0.400                  |
| No hospital, Tyler se junta ao grupo de Kevin, e eles são admitidos na ala psiquiátrica por um homem chamado Nash após Mia revelar que sua mãe era uma paciente. Depois de ser rejeitada por Jonah, Mia conta a ele o que Bryan disse a ela, e confessa seus sentimentos por ele, antes de pedir-lhe para ajudá-la a se limpar. Tyler pede desculpas a Adrian por intimidá-lo no passado, e eles dormem juntos, antes que Tyler acorde e encontre Adrian desaparecido. Depois que Kevin encontra cadáveres que Nash afirma serem maus, Nash diz que Adrian também é mau, e revela que ele trancou Adrian em um quarto para matá-lo. Kevin convence Nash de que ele é mau, não Adrian, e se troca por Adrian. Eles brigam e Kevin mata Nash. A retirada de Mia faz com que Jonah tenha flashes de seu passado. Tyler fica no hospital enquanto os outros vão para o shopping. No shopping, depois de ouvir o grupo principal expulsar Vic, Eve planta um walkie-talkie com o grupo para ouvi-los. Gus é revelado estar acumulando rações em seu escritório, e Shelley tenta virar os outros sobreviventes contra Alex. Na igreja, depois de ser espancado por Connor por permitir as ações de Link, padre Romanov confronta Nathalie e a desafia a um julgamento por provação, para andar na névoa e ver se eles sobrevivem, para mostrar aos outros que fé seguir. Nathalie concorda e fica nua antes de sair e fechar os olhos. Lá fora, os Quatro Cavaleiros do Apocalipse chegam e Pestilence empala o padre Romanov antes de arrastá-lo para longe. Nathalie retorna para a igreja, não mais desafiada. |                                                           |                |                                                                 |                      |                        |
| 8 | "The Law of Nature" "Lei da Natureza"                     | Guy Ferland    | História: Amanda Segel Roteiro: Andrew Wilder & Christian Torpe | 10 de agosto de 2017 | 0.374                  |
| No caminho para o shopping, o grupo passa de carro pela casa de Adrian, e ele vai ver seus pais enquanto Mia e Jonah sugam mais gasolina. Adrian descobre que sua mãe está morta e começa a discutir com seu pai. Enquanto sugam gasolina, Mia e Jonah fazem amor. Kevin encontra Vic, tendo sobrevivido ao seu banimento, que lhe conta o que está acontecendo no shopping. Depois que o pai de Adrian o chama por sua bissexualidade, Adrian o mata e revela que foi ele quem estuprou Alex. Kevin entra na casa, onde Adrian se cortou, alegando que seu pai o atacou e ele o matou em legítima defesa. Kevin, procurando por remédios, encontra o remédio da mãe de Adrian, e Adrian desiste e confessa seu estupro de Alex. Durante seu colapso, ele nocauteia Kevin e foge, deixando a névoa entrar na casa. Ele volta para os outros e afirma que seu pai matou Kevin, e os convence a ir ao shopping. No shopping, Eve pede a Kimi para encontrar um quarto sem janelas. Shelley testemunha Alex e Jay se beijando. Quando eles voltam para o grupo, Eve tranca Jay em um armário debaixo da doca de carregamento. Shelley continua a mostrar sinais de colapso. Mais tarde, ela admite a Gus que ateou fogo para matar Alex, incapaz de viver com Alex sobrevivendo enquanto sua filha morria. Gus ameaça contar ao grupo o que ela fez, e ela diz que sabe sobre sua comida acumulada. Quando ela tenta contar aos outros, ele a mata. Os outros chegam e, após ser acusado de assassinato, Gus afirma que encontrou Shelley morta e viu Alex fugindo. Na igreja, Nathalie conta aos outros sobre a "Primavera Negra". Mais tarde, Connor revela que acredita que Jay estuprou Alex. Nathalie pede ao grupo que vá ao shopping com ela e Connor. Depois que a maioria deles se recusou, ela e aqueles que estavam dispostos a segui-los vão embora, incendiando a igreja atrás deles e matando aqueles que ficaram. |                                                           |                |                                                                 |                      |                        |
| 9 | "The Waking Dream" "Sonhando Acordado"                    | Nick Murphy    | Amanda Segel                                                    | 17 de agosto de 2017 | 0.399                  |
| Na casa de Adrian, Kevin é encontrado por Vic, que ficou para trás. Eles chegam a uma casa, onde Kevin revela que Adrian estuprou Alex. Eles decidem ir ao shopping entrando em uma casa a cada poucos minutos, mas eventualmente encontram uma casa com soldados mortos dentro e encontram um homem vivo, que ativa uma granada que deixa a névoa entrar, fazendo com que Kevin veja o oficial Pundik, Mike e Nash, todos os quais o insultam por suas ações em relação a eles. Ele então vê uma aparição de si mesmo, que ele mata, antes que ele e Vic pegem o carro dos soldados e cheguem ao shopping, onde Kevin entra. No shopping, o grupo principal decide expulsar Alex e Eve tenta protegê-la. Adrian, Mia e Jonah chegam ao shopping, onde Adrian se separa dos outros para encontrar Alex. Ele encontra Eve e Alex, e diz a eles que Kevin está morto. Eles são caçados por Gus e outros do grupo principal. Quando eles são pegos, eles são trancados na mesma sala que Jay. Wes encontra Jonah e o captura, nocauteando-o. Quando Jonah acorda, Wes o saúda e se refere a ele como "senhor". Enquanto isso, viajando pelos esgotos para chegar ao shopping, Trevor quebra uma perna e Ursula se recusa a deixá-lo, o que resulta em Connor esfaqueá-la e jogá-la em uma escada. Depois, Connor e Nathalie chegam ao shopping sozinhos. |                                                           |                |                                                                 |                      |                        |
| 10 | "The Tenth Meal" "Dízimo"                                 | Guy Ferland    | Christian Torpe                                                 | 24 de agosto de 2017 | 0.405                  |
| Jonah tenta descobrir por meio de Wes quem ele é, e o soldado eventualmente diz que ele pode encontrar respostas com o Projeto Ponta de Flecha, para o qual ele pode levá-lo. Depois de encontrar Kevin e descobrir a verdade, Mia os encontra e diz que eles precisam ir embora, mas Jonah decide ir com Wes. Kevin confronta Adrian e o espanca brutalmente por estuprar Alex e deixá-lo para morrer na casa dos pais de Adrian. Ele descobre com Adrian que os sobreviventes do shopping planejam exilar Alex na névoa porque acreditam que ela matou Shelley, e parte com Mia para salvá-la. Connor chega ao shopping com Nathalie depois de ser convencido por Nathalie de que a morte de Jay acabará com a Primavera Negra. Depois de oferecer Jay para a névoa, Connor vai até a entrada do shopping, onde Eve diz a ele que Alex é sua filha. Kyle mata Kimi quando ela protesta contra sua expulsão. Kevin intervém e é rapidamente dominado pelos sobreviventes e é forçado a sair do shopping junto com Alex, Eve e Mia. Lá fora, Alex é resgatada da névoa por Jay e observa impotente do carro enquanto a névoa o mata. Antes de partirem, Kevin bate o carro na entrada do shopping – permitindo que a névoa de dentro mate os sobreviventes, incluindo Nathalie, enquanto Gus se fecha em seu escritório. Eles se juntam a Connor, que ajuda a libertar o carro da entrada destruída. O grupo avista um trem e o segue até a estação mais próxima, mas fica chocado ao descobrir homens armados oferecendo civis até a névoa. Enquanto isso, Wes e Jonah deixaram o shopping para o Projeto Arrowhead, sem saber que Adrian está escondido no porta-malas de seu carro. |                                                           |                |                                                                 |                      |                        |

## Produção

### Desenvolvimento
Após o lançamento da adaptação cinematográfica de Frank Darabont de The Mist em 2007, os produtores executivos Bob Weinstein e Harvey Weinstein anunciaram planos para desenvolver uma minissérie baseada no filme. Em novembro de 2013, Bob Weinstein anunciou que começaria a produção de uma minissérie dividida em 10 partes sob a bandeira da Dimension Television. Não ficou claro se Darabont, o diretor do filme de 2007, estava de fato envolvido na série e o desenvolvimento permaneceu estagnado por um período de tempo.
Em setembro de 2015, quase dois anos após o projeto ter sido anunciado, a Dimension Television anunciou que contrataram o roteirista Christian Torpe para escrever toda a série. Em fevereiro de 2016, o canal Spike encomendou o episódio piloto. Em abril de 2016, anunciou-se que um acordo foi feito com a Spike para transmitir toda a série no canal. Em julho de 2016, a companhia de produção anunciou que os atores da série foram escalados e que o projeto entrou em produção na cidade de Halifax, Nova Escócia.

### Financiamento
Os dez episódios da primeira temporada foram produzidos com um orçamento de aproximadamente CA$ 23 milhões. Em julho de 2016 o governo da Nova Escócia anunciou que contribuiu com CA$ 5,9 milhões para a série. A série marca a maior produção de entretenimento já filmada na província.

### Escolha do elenco
Em julho de 2016, a Dimension Television anunciou que Morgan Spector foi escolhido para interpretar Kevin Copeland, o personagem principal. Outros membros do elenco anunciados foram: Frances Conroy, Alyssa Sutherland, Gus Birney, Dan Butler, Luke Cosgrove, Danica Curcic, Okezie Morro, Darren Pettie, Russell Posner e Isiah Whitlock, Jr.

### Avaliações
Depois que o episódio piloto recebeu fortes avaliações, o número de espectadores diminuiu rapidamente. A série teve uma avaliação média de 0,14 em adultos de 18 à 49 anos e 462.000 espectadores por episódio nas avaliações de Nielsen Live+Same Day. A série foi cancelada em setembro de 2017.

## Recepção

### Resposta da crítica
A série recebeu críticas mistas dos críticos, que elogiaram sua atmosfera e efeitos especiais, mas criticaram sua história, performances, personagens subdesenvolvidos e infidelidade ao material de origem. No Rotten Tomatoes, a série tem um índice de aprovação de 61% com base em 46 avaliações, com uma classificação média de 5.7/10. O consenso crítico do site diz: "A atmosfera absorvente e os efeitos especiais sólidos de The Mist lutam para superar uma história e performances geralmente pouco inspiradas." No Metacritic, a série tem uma pontuação média ponderada de 54 de 100 com base em 25 críticos, indicando "comentários mistos ou médios".
Chris Scott, do The Observer, descreveu-o como "implacavelmente sombrio, mesquinho e totalmente sádico em quase todas as curvas", relacionando isso com a queda nas classificações ao longo do curso da série. O revisor da IndieWire, Ben Travers, descreveu o enredo como previsível e os personagens como "terríveis", deixando os espectadores "torcendo pela névoa em vez daqueles que fogem dela".

Ed Power, do The Daily Telegraph, sentiu que era um esforço mediano para as obras de King e que se beneficiava de se ater a temas e tropos de terror familiares.